# Qin Junjie
Qin Junjie (chinesisch 秦俊杰, Pinyin Qīn Jūnjié; * 1. September 1991 in Xiamen, Provinz Fujian, China) ist ein chinesischer Schauspieler.

## Karriere
Der Nachwuchsschauspieler feierte sein Debüt in der Rolle des Prinzen Yuan in Zhang Yimous Kostümfilm  Der Fluch der goldenen Blume. Mit 15 Jahren war er der jüngste Darsteller dieses Films. 
Große nationale Bekanntheit erwarb er sich durch die Rolle des Lang Ma, der Hauptfigur der Fernsehserie Prince of Tennis. Die Serie ist eine Adaption des gleichnamigen Mangas und handelt vom Aufstieg des Protagonisten in die Welt des Tennis. 
Die Rahmenhandlung der chinesischen Version ist stark an das japanische Original angelehnt, weist jedoch starke Unterschiede bezüglich der Handlungsorte auf. 

## Filmografie
- 2006: Der Fluch der goldenen Blume (满城尽带黄金甲, Mǎn chéng jǐn dài huángjīnjiǎ)
- 2008: The tropic of Cancer, auch The Winds of September – The Chinese Mainland Chapter
- 2008: Prince of Tennis